# Branca de Neve (filme de 2025)
Branca de Neve (título original: Snow White) é um filme americano de 2025, do gênero fantasia musical, dirigido por Marc Webb e escrito por Erin Cressida Wilson. O filme é uma adaptação em live-action do filme da Disney de 1937, que é baseado no conto de fadas "Branca de Neve" dos Irmãos Grimm. É estrelado por Rachel Zegler no papel titular e Gal Gadot como a Rainha Má.
A Walt Disney Pictures anunciou pela primeira vez planos para um remake de Branca de Neve em outubro de 2016, com Wilson anunciado como roteirista. Webb entrou em negociações para dirigir o filme em maio de 2019 e se juntou ao filme como diretor em setembro daquele ano. As filmagens ocorreram principalmente em Londres, de março a julho de 2022, com filmagens e refilmagens adicionais tendo sido feitas em junho de 2024. Com um orçamento de produção estimado de 240–270 milhões de dólares, Branca de Neve é um dos filmes mais caros já feitos e o décimo quinto mais caro da Disney até o momento. O filme gerou várias controvérsias antes de seu lançamento, com críticas contra a escalação do elenco (atriz principal de etnia não-branca), mudanças na história, críticas públicas de Zegler ao filme original, visões políticas de Zegler e Gadot e reimaginação dos Sete Anões.
Branca de Neve teve sua estreia no Alcázar de Segóvia, Espanha em 12 de março de 2025 e foi lançado em 21 de março de 2025 nos Estados Unidos, pela Walt Disney Studios Motion Pictures. Foi recebido com críticas mistas, com o desempenho de Zegler sendo elogiado, em oposição ao de Gadot, e arrecadou 205,6 milhões de dólares em bilheteria. Apesar de ter sido considerado um fracasso de bilheteria nos cinemas, o filme fez sucesso quando foi lançado nos serviços de streaming em junho de 2025.

## Enredo
Um bondoso rei e uma rainha dão as boas-vindas à sua filha durante uma nevasca, nomeando-a Branca de Neve em homenagem ao dia em que nasceu. Anos depois, a rainha adoece e morre. O rei, em luto, casa-se apressadamente com uma mulher misteriosa como sua segunda esposa, antes de partir para liderar uma campanha contra uma ameaça iminente nas fronteiras ao sul do reino. Quando ele não retorna, a nova rainha usurpa o trono, revelando-se uma feiticeira cuja vaidade supera sua beleza.
Sob o governo da Rainha Má, o povo vive na miséria devido aos altos impostos ou é forçado a servir na guarda real. Todos acreditam que Branca de Neve está morta, sem saber que ela foi confinada ao castelo como uma simples criada. Temendo que a beleza da princesa um dia supere a sua, a Rainha diariamente consulta um Espelho Mágico, perguntando quem é a "mais bela de todas". O espelho sempre responde a seu favor, satisfazendo-a.
Certo dia, Branca de Neve surpreende Jonathan, o líder cínico de um grupo de ladrões, roubando comida da despensa. Quando ele é condenado a ser amarrado aos portões do castelo, ela o liberta e lhe oferece um pedaço de pão. Naquele mesmo dia, o Espelho Mágico declara que Branca de Neve agora é a mais bela. Furiosa, a Rainha ordena que seu caçador mate a princesa e traga seu coração em uma caixa de joias como prova. Incapaz de cumprir a ordem, o caçador avisa Branca de Neve sobre os planos da Rainha e a incentiva a fugir para a floresta.
Perdida e assustada, Branca de Neve faz amizade com os animais da floresta, que a conduzem até uma cabana isolada. Sem saber, a casa pertence a sete anões chamados Dunga, Zangado, Feliz, Atchim, Soneca, Dengoso e Mestre, que trabalham em uma mina de diamantes. Ao encontrá-la dormindo em suas camas, os anões se comovem com sua história e permitem que ela permaneça por uma noite. Enquanto isso, a Rainha descobre que Branca de Neve ainda está viva após o Espelho Mágico revelar que o coração entregue a ela era, na verdade, o de uma maçã. Furiosa, ela aprisiona o caçador e ordena que seus guardas encontrem a princesa.
Na floresta, Branca de Neve reencontra Jonathan e, juntos, enfrentam os guardas ao lado dos ladrões. Os dois reconhecem seus sentimentos um pelo outro antes de Jonathan partir em busca do rei, acreditando que ele ainda está vivo. No entanto, ele é capturado pelos guardas e encarcerado pela Rainha. Em seus aposentos secretos, a Rainha prepara uma maçã envenenada que lançará Branca de Neve em um sono profundo conhecido como a Morte Adormecida.
No dia seguinte, enquanto os anões estão na mina, a Rainha disfarçada como uma vendedora ambulante encontra Branca de Neve na cabana. Ela a engana, dizendo ser uma aliada de Jonathan, e convence a princesa a comer a maçã. Antes de Branca de Neve cair em sono profundo, a Rainha revela com crueldade que matou seu pai. Ao descobrir o corpo da princesa, os anões ficam desolados. Jonathan, que escapou com a ajuda do caçador, chega ao local e, tomado pela dor, beija Branca de Neve. O encanto se desfaz, e ela desperta. Determinada, ela lidera os anões e os ladrões para confrontar a Rainha Má.
Durante o confronto, a Rainha entrega uma adaga cravejada de diamantes a Branca de Neve, incitando-a a tomar o trono pela força. Em vez disso, a princesa recusa a violência e relembra ao povo a prosperidade sob o reinado de seus pais. Comovidos por sua bondade, os guardas e civis se voltam contra a Rainha. Em um último ataque de fúria, a Rainha tenta ferir Branca de Neve, mas os anões e os ladrões a protegem. O Espelho Mágico então declara que Branca de Neve sempre será mais bela, por sua generosidade e justiça. Desesperada, a Rainha destrói o espelho, revelando que ele era a fonte de seu poder. Com isso, ela se transforma em vidro e é sugada para um vórtice sombrio, enquanto o espelho se reconstrói sozinho.
Em celebração, Branca de Neve é coroada rainha, casa-se com Jonathan e governa o reino com justiça e compaixão.

## Elenco
- Rachel Zegler como Branca de Neve (Dublagem Brasileira: Maria Clara Rosis):[10]
A princesa do reino que nasceu em uma forte tempestade de neve, é justa, corajosa, de bom coração, e determinada a libertar seu reino da tirania de sua madrasta.
  - Emilia Faucher como Branca de Neve jovem. (Dublagem Brasileira: Luísa Moribe)[10]
  - Olivia Verrall como a Branca de Neve bebê.
- Gal Gadot como a Rainha Má (Dublagem Brasileira: Flávia Saddy - diálogos / Sylvia Salustti - canções):[10]
A perversa madrasta de Branca de Neve, uma rainha tirana obcecada em ser a mais bela de todas, governa o reino de forma injusta para satisfazer seus luxos.
- Andrew Burnap como Jonathan (Dublagem Brasileira: Rodrigo Garcia):[10]
O interesse romântico de Branca de Neve, se apresenta rebelde que deseja desafiara monarquia da Rainha Má. O personagem foi criado para o filme inspirado parcialmente no Príncipe da animação original.
- Ansu Kabia como o Caçador:
O serviçal da Rainha Má encarregado de matar Branca de Neve e trazer seu coração como prova.
- Patrick Page como a voz do Espelho Mágico:
Um espelho encantado que possui um ser capaz de responder com a verdade quando a Rainha Má pergunta quem é a mais bela de todas.

Além disso, Hadley Fraser e Lorena Andrea interpretam o Bom Rei (Dublagem Brasileira: Marcel Octavio) e a Boa Rainha (Dublagem Brasileira: Fabi Bang), os pais de Branca de Neve. Os integrantes da equipe de bandidos aliados de Jonathan são interpretados por George Appleby como Quigg, Colin Michael Carmichael como Farno, Samuel Baxter como Scythe, Jimmy Johnston como Finch, Dujonna Gift como Maple, Idriss Kargbo como Bingley e Jaih Betote como Norwich. Os guardas reais incluem Adrian Bower como o capitão da guarda, Felipe Bejarano como o Guarda Paul, Simeon Oakes como o Guarda Matthew, Joshmaine Joseph como o Guarda William e Chike Chan como o Guarda Arthur.

### Os Sete Anões
- Jeremy Swift como Mestre (voz), o líder inteligente dos Sete Anões.[14] (Dublagem Brasileira: Francisco Brêtas)
  - Jonathan Bourne como Mestre (captura de movimento e marionetista).[11]
- Tituss Burgess como Dengoso (voz), um anão tímido e reservado. [14] (Dublagem Brasileira: Ricardo Fábio)
  - Leah Haile como Dengoso (captura de movimento e marionetista).[11]
- Andrew Barth Feldman como Dunga (voz), um anão que não fala, mas se comunica por meio de sons. Mais tarde, é revelado que Dunga é o narrador do filme.[11][14] (Dublagem Brasileira: João Vitor Mafra)
  - Jaih Betote como Dunga (captura de movimento e marionetista).[11]
- Martin Klebba como Zangado (voz), um anão mal-humorado. [14] (Dublagem Brasileira: Sérgio Rufino)
  - Omari Bernard como Zangado (captura de movimento e marionetista).[11]
- Jason Kravits como Atchim (voz), um anão que está sempre espirrando. [14] (Dublagem Brasileira: Sérgio Stern)
  - Dominic Owen como Atchim (captura de movimento e marionetista).[11]
- George Salazar como Feliz (voz), um anão alegre e otimista. [14] (Dublagem Brasileira: Fred Silveira)
  - David Birch como Feliz (captura de movimento e marionetista).[11]
- Andy Grotelueschen como Soneca (voz), um anão constantemente sonolento. [14] (Dublagem Brasileira: Cassiano Ávila)
  - Sandy Foster como Soneca (captura de movimento e marionetista).[11]

## Produção

### Desenvolvimento e pré-produção
Em 31 de outubro de 2016, a Variety informou que a Walt Disney Pictures estava desenvolvendo um remake em live-action de Branca de Neve e os Sete Anões (1937), com Erin Cressida Wilson em negociações para escrever o roteiro. Em 30 de maio de 2019, foi relatado que Marc Webb estava em negociações para dirigir o filme, e em 29 de setembro de 2019, ele foi confirmado como diretor, junto de Cressida Wilson como roteirista. Em 29 de maio de 2021, foi relatado que Webb ainda estava envolvido como diretor do filme, mas não começaria a trabalhar nele até o final daquele ano devido à sua agenda com a série de televisão, Just Beyond.

#### Escalação do elenco
Em junho de 2021, Rachel Zegler foi escalada para o papel titular, e em novembro, Gal Gadot foi escalada como a Rainha Má. Mais tarde naquele mês, Greta Gerwig foi confirmada como escritora do roteiro. Em 7 de dezembro de 2021, durante uma entrevista à ExtraTV, Rachel Zegler revelou que Branca de Neve seria muito mais forte que a original. Uma nova busca de elenco foi anunciada para uma jovem atriz para estrelar como uma jovem Branca de Neve. Em 12 de janeiro de 2022, foi anunciado que Andrew Burnap havia sido escalado como um novo personagem chamado Jonathan, que é descrito como uma pessoa "parecida com Robin Hood" que serve como interesse amoroso de Branca de Neve e "[a segue] na batalha" e cantará no filme. Martin Klebba revelou na Denver Fan Expo de 2022 que interpretaria Zangado no filme; Klebba já desempenhou papéis de anão semelhantes em produções anteriores baseadas no conto de fadas "Branca de Neve": como Friday no filme feito para a televisão Branca de Neve (2001) e em Espelho, Espelho Meu como Butcher.

### Filmagens

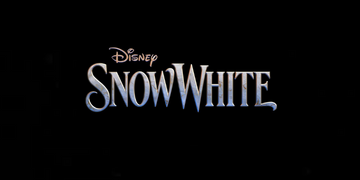
Logotipo original do filme

As filmagens de Branca de Neve estavam originalmente marcadas para começar em março de 2020 em Vancouver, Colúmbia Britânica. No entanto, as filmagens foram adiadas para meados ou final de 2020 devido à pandemia de COVID-19. Mais tarde, foi anunciado oficialmente que as filmagens começariam em 2022. Em agosto de 2021, foi anunciado que as filmagens ocorreriam no Reino Unido de março de 2022 a julho de 2022. Em março de 2022, fotos do set vazaram online, quando as filmagens começaram na semana do dia 14. Um incêndio danificou a produção ambientada em 15 de março de 2022, no Pinewood Studios; o palco estava em construção quando uma árvore supostamente pegou fogo, levando a um grande incêndio. Além disso, a Variety disse que "Nenhuma filmagem estava em andamento", confirmado por uma fonte da Disney. O cronograma de filmagem também foi reconfigurado para que Zegler viajasse para Los Angeles para se apresentar na 94ª cerimônia do Oscar em 27 de março de 2022 em apoio a seus colegas de Amor, Sublime Amor. Enquanto Zegler estava participando da cerimônia, Gadot começou a filmar suas cenas. Durante uma entrevista em podcast com a Forbes, Gal Gadot revelou que cantaria e dançaria no filme. Em 22 de abril de 2022, Gal Gadot confirmou que havia terminado de filmar suas cenas. Em 20 de maio de 2022, vazaram fotos do set mostrando Rachel vestida de Branca de Neve. Em 13 de julho de 2022, Zegler revelou que as filmagens haviam terminado.

### Efeitos visuais
A Moving Picture Company forneceu os efeitos visuais do filme.

### Música
Os compositores Benj Pasek e Justin Paul, que anteriormente escreveram as letras de duas novas músicas para o remake de Aladdin (2019), escreveram novas músicas para o filme.

## Marketing
Em 9 de setembro de 2022, durante a apresentação da D23 Expo da Disney, um teaser de 30 segundos do filme, bem como imagens iniciais, foram visualizadas. Houve flashes rápidos de vários cenários importantes, incluindo a cabana de Branca de Neve na floresta, o interior primorosamente projetado do castelo da Rainha e a floresta coberta de musgo. Houve também breves vislumbres de Gadot como a Rainha Má questionando seu espelho mágico, Zegler como Branca de Neve e a mão de Branca de Neve caindo com a maçã envenenada caindo junto com ela. Gadot disse sobre seu papel que interpretar a Rainha Má era "muito diferente do que [ela] tinha feito antes. [Ela está] acostumada a jogar do outro lado de onde o coração deveria estar", mas ela achou muito "delicioso" para "irritá-la". O logotipo do título do filme também foi revelado.

## Controvérsias

#### Comentários de Peter Dinklage
Em janeiro de 2022, durante uma entrevista no podcast WTF de Marc Maron, o ator Peter Dinklage, que tem uma forma de nanismo e interpretou personagens anões em sua carreira, comentou sobre o filme, descrevendo-o como uma "história atrasada". Ele disse:

"Literalmente sem ofender ninguém, mas fiquei um pouco surpreso quando eles ficaram muito orgulhosos de escalar uma atriz latina como Branca de Neve, mas você ainda está contando a história de Branca de Neve e os Sete Anões. Dê um passo para trás e olhe. Não faz sentido para mim... Você é progressista de certa forma, mas ainda está contando aquela história invertida sobre sete anões vivendo juntos em uma caverna, o que diabos você está fazendo, cara? Não fiz nada para ajudar na minha causa? Acho que não estou falando alto o suficiente. Não sei que estúdio é esse, mas eles estavam tão orgulhosos disso. Todo amor e respeito á atriz e todas as pessoas que achavam que estavam fazendo a coisa certa. Mas eu fiquei tipo, o que você está fazendo?".
Em resposta aos comentários de Dinklage, a Disney esclareceu que "para evitar reforçar os estereótipos do filme de animação original, estamos adotando uma abordagem diferente com esses sete personagens e consultando membros da comunidade de nanismo". O filme também foi renomeado para simplesmente Branca de Neve, para não destacar os Sete Anões titulares do filme original e não reforçar estereótipos sobre nanismo.
A Disney optou por fazer os sete anões em CGI, com Martin Klebba interpretando todos eles no filme. A decisão, no entanto, também gerou críticas de que o estúdio deixou de colocar seis atores com nanismo no filme, dando menos espaço para atores com nanismo no cinema. Outros, como a produtora Terra Jolé, se queixaram que a Disney só ouviu uma pessoa, o Peter Dinklage, quando tomou essa decisão.

#### Escalação da Branca de Neve
A escalação da atriz Rachel Zegler para o papel principal gerou críticas. Muitos disseram que Zegler não combinaria com a Branca de Neve pelo fato da atriz ter origem colombiana. Entretanto, essas críticas foram classificadas como racistas. 
Enquanto aparecia na série Actors on Actors da Variety com Andrew Garfield, Zegler se abriu sobre a reação com a escalação dela como Branca de Neve. A jovem estrela lembrou o anúncio da escalação no Twitter por dias devido à resposta acalorada por ela conseguir o papel e como ela está procurando usar esse papel e resposta para meios mais positivos, em vez de deixá-lo chegar até ela. Ela disse:

"Nunca em um milhão de anos eu imaginei que isso seria uma possibilidade para mim. Você normalmente não vê Brancas de Neve descendentes de latinos. Mesmo que Branca de Neve seja realmente um grande negócio em países de língua espanhola. Blanca Nieves é um grande ícone se você está falando sobre o desenho da Disney ou apenas diferentes iterações e o conto de fadas dos Grimm e todas as histórias que vêm com ele. Mas você não vê particularmente pessoas que se parecem comigo ou sou eu interpretando papéis assim. Quando foi anunciado, era uma coisa enorme que estava no Twitter por dias, porque todas as pessoas estavam com raiva. Precisamos amá-los na direção certa. No final do dia, tenho um trabalho para fazer isso. Estou muito animada para fazer. Vou ser uma princesa latina.".

#### Mudanças na Adaptação e Críticas de Zegler ao filme de 1937
Em 2022, Rachel Zegler fez algumas críticas ao filme de animação de 1937 da qual o filme foi baseado e disse que o novo longa-metragem teria mudanças em relação ao original. A atriz disse que, no desenho, a Branca de Neve não tem personalidade e apenas sonha com o amor verdadeiro por um príncipe, que literalmente a persegue como um stalker. Isso não estaria no novo filme, que mostraria a Branca de Neve sonhando em liderar um reino. Essa declaração gerou muitas críticas à atriz. Várias pessoas a acusaram de não valorizar o filme original de 1937 e de distorcê-lo na adaptação. Outros a acusaram de interpretar mal o feminismo, como se mulheres que não se interessam por poder ou liderança não fossem feministas.
Em uma entrevista para a Vanity Fair, Zegler criticou as "piadas" que estavam sendo feitas sobre as atualizações modernas do filme, incluindo sua escalação para o papel de Branca de Neve como latina e falou da abordagem "politicamente correta" do filme, dizendo:

As pessoas estão fazendo essas piadas sobre o nosso ser a Branca de Neve "politicamente correta", onde é como, sim, é - porque precisava disso. É um desenho animado de 85 anos, e nossa versão é uma história revigorante sobre uma jovem que tem uma função além de "Algum dia meu príncipe virá".
Em 19 de março de 2025, dias antes da estreia do filme, Rachel Zegler postou em suas redes sociais uma homenagem para Adriana Caselotti, que deu voz à Branca de Neve no filme de 1937. Mas a postagem também gerou muitas críticas de usuários da internet, que acusaram a atriz de hipocrisia por ela ter criticado a animação original.

#### Declarações Políticas e suposta briga de Rachel Zegler e Gal Gadot
Em agosto de 2024, Rachel Zegler se manifestou em apoio à Palestina, no mesmo momento que ocorria a Guerra Israel-Hamas na Faixa de Gaza. Após a repercussão do novo trailer do filme, a atriz publicou a seguinte mensagem numa rede social: 
"Obrigada pelo amor e pelas 120 milhões de visualizações do nosso trailer em apenas 24 horas. E nunca se esqueçam, Palestina livre".
O episódio gerou muitas críticas e dividiu o público. Muitos defenderam a atriz por se manifestar em apoio à causa palestina, enquanto muitos outros a criticaram e a acusaram de supostamente apoiar o grupo terrorista Hamas. Além disso, surgiram rumores de uma suposta briga de Zegler nos bastidores com Gal Gadot, que interpreta a Rainha Má no filme, já que Gadot é israelense e defende Israel. Gadot também fez postagens na internet, estas em apoio à Israel, no conflito. Após as postagens de ambas, muitas pessoas sugeriram que o filme sofresse um boicote. Segundo algumas fontes da imprensa, a Disney pediu para que Zegler não se manifestasse novamente em apoio à Palestina, para evitar prejudicar ainda mais o filme. A atriz, no entanto, se recusou a apagar a postagem que fez.
Em outubro de 2024, Zegler se envolveu em outra polêmica com política após a vitória de Donald Trump na eleição presidencial nos Estados Unidos. Em suas redes sociais, a atriz xingou Trump e os eleitores que votaram nele. Pouco depois, a própria Zegler pediu desculpas pelas declarações. Após o ocorrido, ela também passou a ter o seu perfil nas redes sociais monitorado por um "guru digital", para tentar evitar mais polêmicas.
Em março de 2025, a revista Variety apurou que, apesar das divergências políticas, Gal Gadot e Rachel Zegler não tinham uma relação ruim, mas que isso mudou após Zegler fazer uma postagem sobre Gadot na internet nesse mês. Na postagem, Zegler disse que Gadot é "uma rainha profissional de concursos de beleza", o que foi visto como uma maneira debochada e rude de se referir à colega. Ainda nesse mês, as duas apresentaram juntas o Oscar 2025, mas não se olharam durante a cerimônia. Elas também ficaram afastadas nos eventos de lançamento do filme, o que aumentou os rumores de uma briga entre as duas.
Por seu apoio a Israel, Gal Gadot passou a receber ameaças de morte. Segundo informações de bastidores, a postagem de Rachel Zegler em apoio a Palestina também jogou parte do público contra Gadot e aumentou as ameaças de morte dela. Por causa disso, a Disney ficou mais descontente com Zegler e contratou seguranças para proteger Gadot.
Zegler também foi criticada por misturar seu apoio a Palestina com a divulgação do filme, o que teria prejudicado a bilheteria. Gadot, apesar de ter se posicionado a favor de Israel, não misturou isso com o filme nas postagens que fez.
Por contar com a israelense Gal Gadot no elenco e pela atriz se posicionar em defesa de Israel, o filme foi banido no Líbano.

#### Lançamento Reduzido
A Disney reduziu os eventos de lançamento do filme. Especulou-se que teria sido para evitar mais polêmicas.

## Lançamento
Snow White estava agendado para ser lançado em 22 de março de 2024 nos Estados Unidos, pela Walt Disney Studios Motion Pictures, mas, como consequência da greve da SAG-AFTRA de 2023, teve seu lançamento adiado por um ano, para 21 de março de 2025. O trailer do filme atingiu a marca negativa de 1 milhão de "dislikes" (descurtidas) no YouTube - em oposição a menos de 100 mil "likes" (curtidas) -, o que é atribuído à reação negativa do público às alterações substanciais que a produção realizou em relação à história original.
No Brasil e em Portugal, foi lançado no dia 20 de março de 2025.

## Recepção

### Avaliações da crítica e do público
No site agregador de críticas Rotten Tomatoes, 40% das 250 resenhas dos críticos são positivas, com uma classificação média de 5,0/10. O consenso do site diz: "Snow White não é um filme mal-humorado, graças à brilhante interpretação de Rachel Zegler, mas seu tratamento tímido do material de origem, juntamente com algumas escolhas estilísticas idiotas, também não agradarão a todos." O Metacritic, que usa uma média ponderada, atribuiu ao filme uma pontuação de 50 em 100, baseado em 51 críticos, indicando críticas "mistas ou médias". O público pesquisado pelo CinemaScore deu ao filme uma nota média de "B+" em uma escala de A+ a F, enquanto os entrevistados pelo PostTrak deram uma classificação média de três de cinco estrelas, com 43% dizendo que definitivamente o recomendariam. O Hollywood Reporter observou que os remakes teatrais anteriores da Disney ganharam CinemaScores em torno da faixa "A".

### Bilheteria
O filme obteve U$ 16 milhões na estreia e U$ 43 milhões nos primeiros três dias nos Estados Unidos, muito menos do que outros live actions da Disney. A Pequena Sereia, por exemplo, obteve mais do que o dobro disso nos primeiros dias. Ainda assim, Branca de Neve estreou em primeiro lugar nos Estados Unidos. Em seu primeiro final de semana, o filme obteve um total de U$ 87,3 milhões no mundo, abaixo das expectativas da Disney, que esperava pelo menos U$ 100 milhões. Mesmo assim, o filme liderou as bilheterias no mundo inteiro no primeiro final de semana, com U$ 44,3 milhões vindo de fora dos Estados Unidos. A exceção foi a China, onde o filme foi um fiasco e saiu de cartaz em poucos dias após ter estreado, tendo obtido apenas U$ 1,28 milhão no país, cerca de um terço do que A Pequena Sereia obteve na China. Em sua segunda semana em cartaz, o filme chegou a U$ 143,1 milhões no mundo. Mas nos Estados Unidos o filme teve uma queda de 66% em relação a primeira semana, tendo obtido apenas U$ 14,2 milhões no final de semana e U$ 66 milhões no total no país. Além disso, neste final de semana o filme ficou em segundo lugar nos Estados Unidos, perdendo a liderança para o longa-metragem Resgate Implacável. No mesmo período, muitos usuários, tentando afastar o público do filme, bombardearam o filme com avaliações negativas em sites da internet, como o IMDB, o que levou este e outros sites a emitir um alerta de atividade incomum e críticas questionáveis. Em 3 de abril de 2025, a Disney anunciou que suspendeu a produção do live action de Enrolados. Especulou-se que o motivo teria sido o desempenho abaixo do esperado de Branca de Neve nas bilheterias. Na terceira semana, com a estreia de Um Filme Minecraft, Branca de Neve caiu para o quarto lugar nos Estados Unidos, fechando a semana com cerca de U$ 78 milhões no país. Com outros U$ 90 milhões fora dos Estados Unidos, o filme chegou a U$ 168 milhões no mundo. Na quarta semana, o filme chegou a U$ 81,9 milhões nos Estados Unidos e U$ 99,7 milhões fora do país, fechando em U$ 181,6 milhões. Nos Estados Unidos, o filme ficou em oitavo lugar nas bilheterias no final de semana. Na quinta semana, o filme chegou a U$ 194 milhões em bilheteria mundial, sendo U$ 84,6 milhões nos Estados Unidos e U$ 109,4 milhões no restante do mundo. Na sexta semana, até o dia 25 de abril, o filme teve o seu pior desempenho, arrecadando apenas U$ 1,2 milhão, fechando em U$ 195,2 milhões. O filme também deixou de estar entre as dez maiores bilheterias nos Estados Unidos e foi considerado como "um dos maiores fracassos de bilheteria da história de Hollywood". Apesar disso, o filme ainda conseguiu mais U$ 5 milhões em bilheteria nos dias seguintes até o dia 29, chegando a U$ 200,2 milhões. Desse total, U$ 85,76 milhões foram nos Estados Unidos e U$ 114,44 milhões foram fora do país. Na semana seguinte, o filme ainda obteve mais U$ 2,2 milhões, ficando em U$ 202,4 milhões. Depois disso, o filme obteve mais U$ 3,2 milhões em bilheteria, fechando no total de U$ 205,6 milhões. Para muitos especialistas, as controvérsias em torno do filme (principalmente as declarações políticas de Rachel Zegler e os comentários dela sobre a animação de 1937) prejudicaram muito o desempenho do filme nas bilheterias. Alguns analistas também destacaram como causas da bilheteria as críticas negativas da crítica especializada e de grupos mais conservadores, que criticaram as mudanças em relação ao filme de 1937 e o fato deste live action ser mais feminista. No entanto, alguns especialistas defenderam Zegler, dizendo que a reação negativa ao filme na internet pode ter prejudicado mais a bilheteria do que os comentários da atriz. Eles lembraram também que filmes sobre a história da Branca de Neve, na maioria das vezes, não foram sucessos de bilheteria.
No Brasil, o filme estreou em primeiro lugar, tendo obtido R$ 24,5 milhões e levado mais de 600 000 pessoas aos cinemas nos primeiros quatro dias em cartaz. Na segunda semana, diferente do que ocorreu nos Estados Unidos, o filme continuou em primeiro lugar no Brasil, tendo levado mais 383,9 mil pessoas aos cinemas e arrecadado R$ 8,55 milhões. O filme também conseguiu chegar a um milhão de espectadores no Brasil. Na terceira semana, o filme levou pouco mais de 237 000 pessoas aos cinemas brasileiros e arrecadou R$ 5,29 milhões. Ficou em segundo lugar nos cinemas do Brasil nesta semana, atrás apenas da estreia de Um Filme Minecraft. Em seu quarto final de semana no Brasil, o filme foi ultrapassado pela estreia de The Chosen e ficou em terceiro lugar no país. No quinto final de semana, o filme ficou em quinto lugar nos cinemas do Brasil. No sexto final de semana, ficou em décimo lugar no país.

### Streaming
Em 11 de junho de 2025, Branca de Neve estreou no Disney+, o serviço de streaming da Disney. Rapidamente, o filme ficou em primeiro lugar no serviço e assim permaneceu por vários dias, superando até mesmo a animação Lilo & Stitch (que estava entre os filmes mais assistidos do streaming por causa do lançamento do remake em live action nos cinemas) e a estreia de Predador: Assassino de Assassinos. Branca de Neve ficou em primeiro lugar em 50 países (incluindo os Estados Unidos) e, em outros 27, ficou entre os 5 mais vistos no streaming. Assim, o filme conseguiu fazer sucesso no streaming, desempenho muito diferente do que obteve nos cinemas.